# Турчин, Леонид Петрович
Леонид Петрович Турчин (1965—2010) — советский лыжник, чемпион СССР. Мастер спорта СССР международного класса. Специализировался на длинных дистанциях.

## Биография
Родился и учился в п. Тимофеевка Семиозерного (Аулиекольского) района Кустанайской области Казахской ССР. Воспитанник местной ДЮСШ. Первый тренер — заслуженный тренер Каз. ССР Рудольф Александрович Кизельбах. Позднее тренировался под руководством Ивана Николаевича Вепрева, Владимира Филимонова, Леонида Андреевича Гулаева. Представлял команду Вооружённых Сил, города Кустанай и Алма-Ата. 
В 1983 году стал победителем первенства СССР среди юношей на дистанции 10 км. Входил в молодёжную сборную СССР.
Чемпион мира среди юниоров[уточнить].
Неоднократно завоёвывал медали чемпионатов СССР — в 1986 году завоевал серебро на дистанции 50 км, в 1987 году стал чемпионом СССР на дистанции 70 км и бронзовым призёром — на 50 км. Серебряный призёр Кубка СССР 1987 года в эстафете.
Входил в состав сборной СССР, принимал участие в международных соревнованиях.
С 2007 года отбывал уголовное наказание в Москве и Смоленской области. Скончался в заключении в сентябре 2010 года.
Имеет двух сыновей — от первого официального брака и от незарегистрированных отношений. Первая жена скончалась в 2006 году в г. Москва. Там же похоронена мать Мария.